# Лёвенская ратуша
Лёвенская ратуша (нидерл. Stadhuis van Leuven) — главная достопримечательность города Лёвена, расположенная на площади Гроте-маркт; шедевр поздней готики.
Здание ратуши построено в 1440—1469 годах в стиле брабантской поздней готики рядом с церковью Святого Петра. Фасад богато оформлен резьбой, напоминающей местные кружева, и 236 статуями второй половины XIX века, представляющими: на уровне первого этажа — знаменитых лёвенцев, на уровне второго этажа — почитаемых в городе святых, на уровне третьего этажа — средневековых правителей Брабанта. На кронштейнах вырезаны библейские сцены.
В XIX веке ратуша была отреставрирована. Но в XX веке мировые войны принесли зданию ущерб. Если во время Первой мировой войны разрушения были сравнительно невелики, то после Второй мировой ремонтные работы в Лёвенской ратуше продолжались вплоть до 1983 года.